# Yoruba (Ethnie)

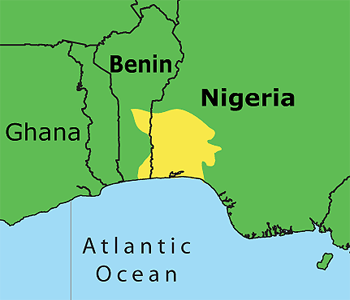
Verbreitung der Yoruba in Nigeria und Benin

Ethnien in Nigeria

Die Yoruba oder Joruba (Eigenbezeichnung Yorùbá) sind ein westafrikanisches Volk, das vor allem im Südwesten Nigerias lebt. Dort stellen sie 21 Prozent der Bevölkerung. Sie leben hauptsächlich in den südwestlichen Bundesstaaten Oyo, Ogun, Lagos, Ondo, Osun, Ekiti und Kwara, aber auch in den Nachbarstaaten Benin, Ghana und Togo. Das Siedlungsgebiet ist noch heute das dicht besiedeltste Kerngebiet Nigerias. 22 der 50 größten Städte des Staates liegen dort.
Dort entstand auch das sagenumwobene Königreich von Ilé Ife.
Nach anderer Darstellung gab es vor 200 Jahren noch keine ethnische Gruppe der Yoruba. Die vermeintlich gemeinsame Geschichte von Yoruba-sprachigen Gruppen wurde demnach erst später eingeführt.
Charakteristisch für ihre Kultur ist die frühe Gründung von Städten. Bereits im Mittelalter zählten die größten Städte 100.000 Einwohner.

## Sprache
Yoruba ist eine Niger-Kongo-Sprache, und neben Hausa, Igbo und Englisch eine der vier Hauptsprachen Nigerias. Sie ist eine yoruboide Sprache und wird in Nigeria, Benin, Togo und Sierra Leone von etwa 30 Millionen Menschen gesprochen.

## Yoruba als Volk
Die Yoruba sind eher eine Sprachgruppe als ein gemeinsames Volk. Es gibt etwa 20 verschiedene Subgruppen. Sie unterscheiden sich in den jeweiligen Dialekten und in religiösen, politischen und sozialen Ordnungen. Die Hauptgruppen sind die Egba im Südwesten, die Ijebu im Süden/Südosten, die Oyo im zentralen und nordwestlichen Bereich, sowie die Ijesa und die Ife im zentralen Gebiet, die Owo und die Ekiti und Igbombina im Nordosten. Ihre Zugehörigkeit zu den einzelnen Stämmen oder Familien brachten sie durch in die Haut eingeritzte Stammeszeichen zum Ausdruck.
Das Siedlungsgebiet der Yoruba war nie ein einheitlicher Staat, sondern zerfiel in viele Stadtstaaten, denen ein König vorstand. Es handelte sich um eine sehr religiös durchsetzte Region. Yoruba-Staaten waren unter anderem Oyo, Ife, Ijebu, Ekiti, Ondo, Egba, Ibadan, Ijesha und Ketu.

## Zentrum Ile-Ife
Alle Königreiche der Yoruba führten sich auf die mythische Gründungsstadt Ile-Ife (Ile-Ifé; Ifé) zurück. Nach einer Pataki (mythische Erzählung) soll die Menschheit in Ile-Ife entstanden sein. Sie ist eine heilige Stadt der Yoruba und hatte ihre Glanzzeit im 13. Jahrhundert. Sie liegt im Bundesstaat Osun. In Ile-Ife hat noch heute das geistige Oberhaupt der Yoruba seinen Sitz.
Odùduwà, der Ahnvater der Yoruba, wohnte in Ile-Ife und war der erste König von Ile-Ife und Oyo. Er wurde als Orisha deifiziert. Seine Söhne und Töchter wurden die Könige der verschiedenen Königreiche.

## Geschichte
Nach Ife im 13. Jahrhundert wurde das Königreich Oyo gegen Ende des 16. Jahrhunderts durch seine Kavallerie, welche es sich durch ausgedehnten Handel leisten konnte, zur bestimmenden Macht der Region. Oyo beherrschte zwischen 1650 und 1800 die meisten Gebiete zwischen dem Volta und Niger. Die politische Ordnung dieses großen Landes war kompliziert. Der König von Oyo (auch als Alafin betitelt) übte seine Macht durch leitende Beamte aus und in den unterworfenen Gebieten durch Repräsentanten, die ilari und ajele genannten Chiefs, die an den Höfen der tributpflichtigen Staaten lebten. Diese besaßen als Priester des Staatsgottes Shango große religiöse Macht. Die innere politische Struktur zeigte ein System des Machtausgleiches. Dieses System war auf ein Gleichgewicht zwischen dem König und seinen Männern auf der einen und dem Oyo Mesi auf der anderen Seite aufgebaut. Letztere konnte den Alafin absetzten, indem sie ihn zum Selbstmord zwangen und einen neuen Alafin wählten.
Der Südwesten Nigerias war bis zum 19. Jahrhundert ein Zentrum des Sklavenhandels. Die Küste trug den Namen Sklavenküste. Die mächtigen Yoruba-Staaten waren aktiv am Handel mit Sklaven aus dem Landesinneren beteiligt. Als die Macht der Staaten, auch als Folge innerer Auseinandersetzungen, zurückging, wurden sie selbst Opfer des Sklavenhandels.

## Religion
Die religiöse Tradition der Yoruba ist der Ursprung einer Reihe religiöser Traditionen, die man heute in verschiedenen Ländern Amerikas vorfindet. Hierzu gehören Vodoun (Voodoo), Santería, Umbanda, Candomblé, Macumba und noch einige weitere, wobei die Grenzen sowohl untereinander als auch zum Christentum oft fließend sind. Heute ist die religiöse Kultur der Yoruba allerdings weitgehend vom Islam und vom Christentum bestimmt. Eine Volkszählung im Jahre 1952 ergab bei den Yoruba 47 Prozent Muslime, 47 Prozent Christen und nur 6 Prozent Animisten. Muslime bilden heute die Mehrheit in den Städten Ibadan, Oyo, Ede, Oshogbo, Iwo und Ilorin.
Der Islam verbreitete sich bei den Yoruba bereits im 18. Jahrhundert. Durch den Handel sickerte er in dieser Zeit auch in das Königreich Oyo ein. Die traditionellen islamischen Geistlichen bei den Yoruba werden Alfa bzw. Alufa genannt. Sie vermitteln den Kindern eine islamische Bildung und sind auch für die Durchführung von Opferhandlungen zuständig. In den 1950er Jahren gründete der aus Amunigun in Ibadan stammende ʿAbd as-Salām Bamidele (1911–1969) bei den Yoruba die puritanische Bamidele-Bewegung (auch Zumrat al-muʾminīn genannt). Er erlegte seinen männlichen Anhängern auf, den Bart wachsen zu lassen, Turbane zu tragen und beim Gehen Stöcke zu verwenden; die Frauen mussten sich voll verschleiern.

## Kampfkunst
Die Yoruba hatten seit jeher ihre eigenen Kampfkünste. Als Teil der Rituale, die die Männer zum Eintritt in die Mannbarkeit benötigen, werden sie von frühauf darin geübt, in Disziplinen wie Reiten, Schwimmen und der Jagd Spezialisten zu sein.
Etwas Besonderes für die männliche Ehre ist das Yoruba-Ringen. Während des ganzen Jahres üben die Männer in allen Teilen der Länder das Ringen. Die Regeln sowie die Kampfart ähneln denen des Ringens der Nuba-Völker. Im Laufe des Jahres gibt es dann die groß ausgelegten Wettkämpfe, auch Ijakadi genannt, bei denen die Männer zusammenkommen. Denjenigen, die als Sieger eines Wettkampfes oder Duells hervorgehen, winken hohes Ansehen, Ruhm und Prestige als Belohnung innerhalb der Gemeinschaft. In früheren Zeiten bestimmten solche Siege den zukünftigen sozialen Status des Kämpfers, ob er Häuptling wurde oder aber Krieger blieb.

## Kultur
Ein jährliches Festival der Yoruba und Tanzritual ist Gelede, zu Ehren der als Ìyá Nlá personifizierten Weiblichkeit. Männer tanzen mit geschnitzten Kopfaufsätzen und Kostümen als Mann und Frau zu Gesang und Trommelbegleitung.
Gelede wurde 2008 von der UNESCO in die Repräsentative Liste des immateriellen Kulturerbes der Menschheit aufgenommen.

## Zwillingskult bei den Yoruba

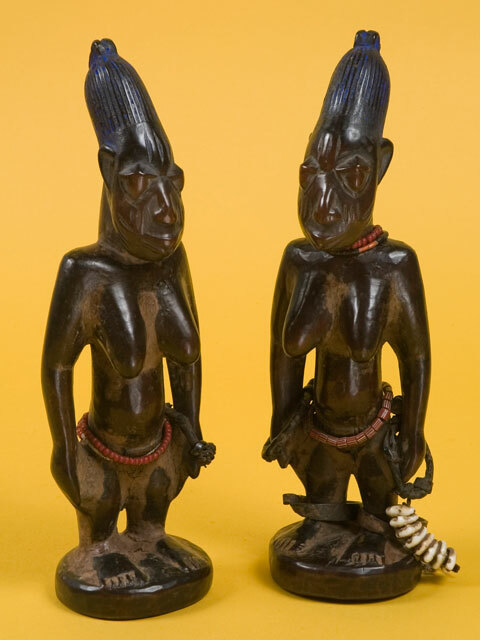
Ein Paar weibliche Zwillingsfiguren (ere ibeji) in der ständigen Sammlung des Children’s Museum of Indianapolis

Bei den Yoruba gibt es eine überdurchschnittliche Häufung von Zwillingsgeburten: 45 von 1000 geborenen Kindern sind Zwillinge. Manche Wissenschaftler sprechen sogar von den Yoruba als Volk mit der höchsten Zwillingsgeburtenrate der Welt. Bis in die Mitte des 19. Jahrhunderts wurden Zwillinge als Teufelswerk angesehen und oft eines, manchmal auch beide Kinder, in einigen Fällen sogar die Mutter nach der Geburt getötet. In der Mitte des 19. Jahrhunderts wendete sich diese Sichtweise ins Positive. Man begann, Zwillinge besonders zu verehren. Da aber die Kindersterblichkeit gerade bei Zwillingen besonders hoch war, wurden kleine Holzfiguren geschnitzt. Diese wurden ere ibeji genannt, Abbild des Zwillings, von ere geheiligtes Abbild, ibi geboren und eji zwei. Die Mütter behandelten die Holzfiguren als Ersatz für die verstorbenen Kinder und trugen und kleideten sie wie ein Kind. Die Figuren sollten den Seelen der verstorbenen Kindern als neue Heimat dienen und die Familien so vor dem Zorn der Zwillingsseele schützen. Die Ibeji wurden wie lebende Kinder gefüttert und gepflegt und sind heute begehrte Sammlerobjekte. Die ersten in Europa existierenden Ibjis kamen gegen Anfang des 19. Jahrhunderts nach England.

## Bibliographie
- William Bascom: The Yoruba of Southwestern Nigeria. Holt, Rinehart and Winston, New York NY u. a. 1969.
- 'Abdurrahman I. Doi: Islam in Nigeria. Gaskiya Corporation Limited, Zaria 1984, ISBN 978-194-016-6, S. 107–157.
- T. G. O. Gbadamosi: The Growth of Islam among the Yoruba, 1841–1908. Longman, London 1978, ISBN 0-582-64629-4.
- Yoroubas. In: La Grande Encyclopédie. 20 Bände, Larousse, Paris 1971–1976, S. 14724–14726 (französisch).
- Robin Law: The Ọyọ Empire. c. 1600 – c. 1836. A West African Imperialism in the Era of the Atlantic Slave Trade. Clarendon Press, Oxford 1977, ISBN 0-19-822709-4 (Zugleich: Birmingham, University, Dissertation, 1971).
- Fausto Polo: Enzyklopädie der Ibeji. Deutsch-sprachige Ausgabe. Ibeji Art, Lehigh Valley PA 2008, ISBN 978-1-60643-817-6.
- Robert Smith: Kingdoms of the Yoruba (= Studies in African History. 2, ISSN 0081-7481). Methuen, London 1969, (3rd edition. Currey, London 1988, ISBN 0-85255-028-6).
- Mareidi Stoll, Gert Stoll: Ibeji. Zwillingsfiguren der Yoruba. = Twin Figures of the Yoruba. Stoll, München 1980.